# Pro Sambonifacese 1921
La Pro Sambonifacese 1921 es un club de fútbol de Italia, con sede en San Bonifacio, en el Véneto. Fue fundado en 1921, y compite en la Promozione Veneto, sexta categoría del fútbol italiano.

## Historia
Fue fundado en 1921, en 1927 se inscribió por primera vez en el campeonato de Tercera División, y en 1930 desembarcó en Segunda División ganando también una Copa de Venecia.
En 1934 se disolvió el equipo en crisis. La actividad de la empresa se reanudó en 1939 y al año siguiente ganó los campeonatos provinciales.
Ganó el campeonato de la Prima Divisione de 1942-1943 y ascendió a la Serie C, campeonato que luego fue suspendido debido a la guerra. La temporada siguiente, con los campeonatos oficiales detenidos, se anunció el torneo de guerra 1943-1944 gestionado para las calificaciones venecianas por la Dirección de la III Zona, en el que Sambo fue admitido como equipo de la Serie C.
Los campeonatos oficiales se reanudaron en 1945 y Sambonifacese terminó en 3.º lugar.

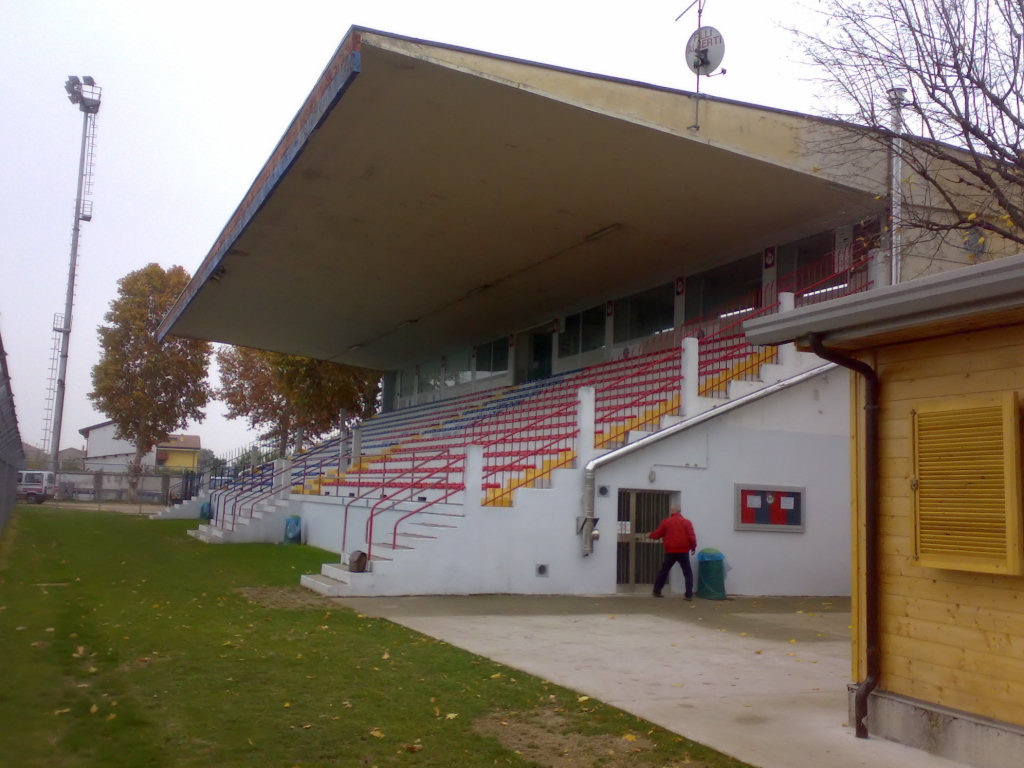
Vista del Estadio "Renzo Tizian"

En 1947 estuvo cerca del ascenso a la Serie B, pero perdió el último partido decisivo del ascenso ante el Bolzano. Al año siguiente del gran sueño terminó el campeonato en el puesto 14 y abandonó la Serie C, quedando relegado, cayendo en las categorías regionales.
Recién en 1995 el equipo consiguió un importante ascenso en el campeonato de Excellence Veneto en el que jugó con éxito hasta 2003, temporada en la que los sambonifaceses finalizaron en 1.ª posición al conquistar la Serie D. Aquí siempre demuestra ser competitivo, ocupando constantemente los primeros puestos de la clasificación, llegando incluso a disputar los play-offs en varias ocasiones.
En la temporada 2007-2008 el equipo, que finalizó la " temporada regular " en 3.º lugar, ganó los play-offs de grupo al derrotar a Chioggia Sottomarina (0-1) en la final. Sambo llega así a los play-offs nacionales de la Serie D hasta llegar a la final nacional, donde derrota 3-0 a Colligiana en el campo neutral de Carpi, obteniendo así (gracias a la primera posición en el ranking de repechaje) el ascenso a la Lega Pro Segunda. División, en la que jugará a partir del campeonato 2008-2009.
En la temporada 2009-2010, el equipo participó por segunda temporada consecutiva en la Segunda División de la Lega Pro y por tercera vez consecutiva en la Coppa Italia de la Lega Pro. En el campeonato, el sambonifacese se convierte en protagonista de una excelente primera vuelta que le sitúa definitivamente en los primeros puestos de la clasificación, pero hacia el final de la temporada, tras una segunda vuelta en la que acumula muy pocos puntos, se ve envuelto en lucharon por no descender pero lograron terminar la carrera en el puesto 11, salvándose de la ruleta del play-out por dos puntos. En la Coppa Italia de la Lega Pro pasó la fase de grupos pero fue eliminado 2-1 por el Hellas Verona en la primera ronda de los octavos de final 1. Al final de la temporada 2011-2012 descendió a la Serie D. Siguió una caída vertical con descensos cada año hasta llegar a Tercera Categoría en 2017, el escalón más bajo de la pirámide del fútbol italiano. En junio de 2020 la empresa se fusionó con el otro club de la ciudad Pro San Bonifacio, que juega en Primera Categoría y tomó el nuevo nombre de Associazione Sportiva Dilettante Pro Sambonifacese 1921.

### Trofeo Ciudad de San Bonifacio
El AC Sambonifacese colabora en la organización del Trofeo Ciudad de San Bonifacio, una competición por invitación que se disputa entre los equipos juveniles de algunos de los clubes más prestigiosos de Europa. La competición también se conoce como Trofeo Primo Maggio o como Trofeo Ferroli por motivos de patrocinio.

## Palmarés

### Torneos regionales
- Eccellenza Veneto (1): 2002-03 (Grupo A)
- Prima Divisione Veneto (1): 1954-55 (Grupo A)
- Seconda Divisione Veneto (1): 1953-54 (Grupo B)
- Terza Divisione (1): 1931-32 (Grupo A)
- Prima Categoria Veneto (1): 2021-22 (Grupo B)
- Seconda Categoria Veneto (2): 1963-64 (Grupo B), 1967-68 (Grupo B)